# Øysteinstul Station
Øysteinstul Station (Øysteinstul stasjon) er en tidligere jernbanestation på Sørlandsbanen, der ligger i Notodden kommune i Norge. Stationen åbnede 11. februar 1920 som en del af banen mellem Koingsberg og Hjuksebø. Den blev fjernstyret 15. marts 1968. Betjeningen med persontog ophørte 28. maj 1989, hvorefter den tidligere station har haft status som fjernstyret krydsningsspor. Desuden er der et sidespor.
I 1950'erne og 1960'erne gik der skitog til Øysteinstul fra Skien og Notodden i weekenderne om vinteren. Enkelte weekender kunne så mange som to tusind skiturister tage til stationen for at gå på ski i området.
Banevogterboligen er opført i 1916 efter tegninger af Eivind Gledisch. Det er en etages træbygning med sadeltag i områdets traditionelle byggestil og en typisk repræsentant for den tids laftebygning i nationalromantisk stil. Den velbarede bygning blev fredet i 1996.